# نوبویوکی هوساکا
نوبویوکی هوساکا (انگلیسی: Nobuyuki Hosaka؛ زادهٔ ۲۳ ژوئیهٔ ۱۹۷۰) بازیکن فوتبال اهل ژاپن است.
از باشگاه‌هایی که در آن بازی کرده‌است می‌توان به باشگاه فوتبال اوراوا رد دیاموندز و باشگاه فوتبال توکیو وردی اشاره کرد.